# Zijlpoort (Leiden)
De Zijlpoort is een stadspoort in Leiden, Zuid-Holland, Nederland.
De poort is in 1667 in classicistische stijl opgetrokken volgens een ontwerp van de Leidse bouwmeester Willem van der Helm en voorzien van beeldhouwwerk van Rombout Verhulst. De klok is in 1668 gegoten door Hemony. Doordat de poort zowel op de stadswal als op de brug ervoor moest aansluiten, heeft het gebouw de vorm van een parallellogram. De Morspoort en de Zijlpoort zijn als enige twee overgebleven van de oorspronkelijk acht poorten. Langs de Zijlpoort stroomt, vanaf het nabijgelegen riviertje de Zijl, de Oude Rijn de stad Leiden binnen. De Oude Zijlpoort, de voorganger van de Zijlpoort stond 300 meter westelijker aan de Haarlemmerstraat, tussen de Koestraat en het Havenplein; daar was de oude stadsmuur.
In de loop der tijd heeft de Zijlpoort, en dan met name de zaal boven de doorgang, verschillende functies vervuld: begin achttiende eeuw vergaderden de rederijkers er, vanaf 1736 was er een school voor arme kinderen gevestigd, en in de negentiende eeuw werden er stadsgoederen opgeslagen.
In het laatste kwart van de twintigste eeuw is de Zijlpoort tweemaal grootscheeps gerenoveerd. Tijdens de laatste renovatie, in de jaren negentig, zijn aan beide zijden van de poort steunende constructies aangebracht. Sinds 1999 is in een van deze constructies een horecagelegenheid gevestigd.
Naast de Zijlpoort ligt sinds 1828 de gelijknamige begraafplaats.
De poort is sinds 1968 een rijksmonument.

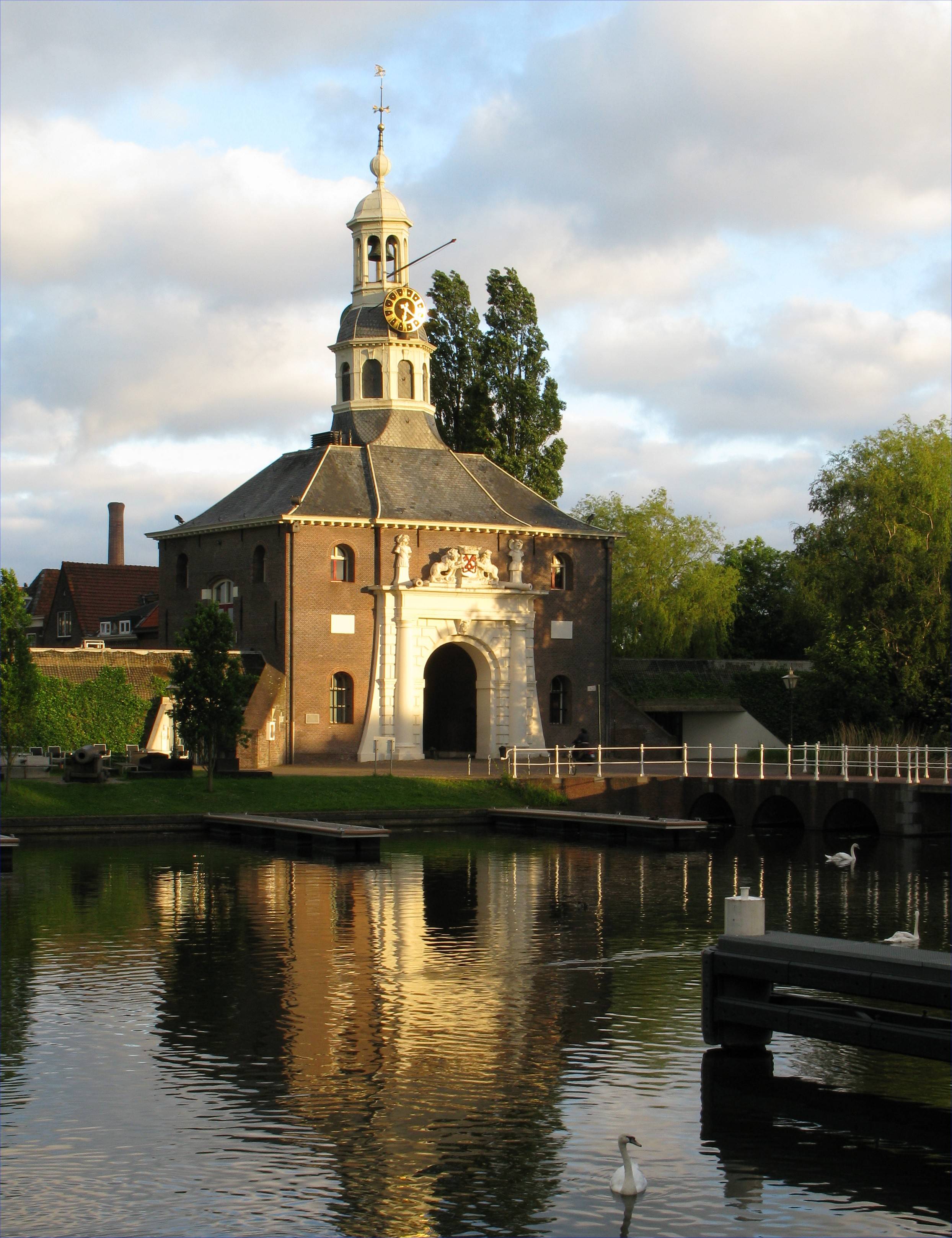
Zijlpoort
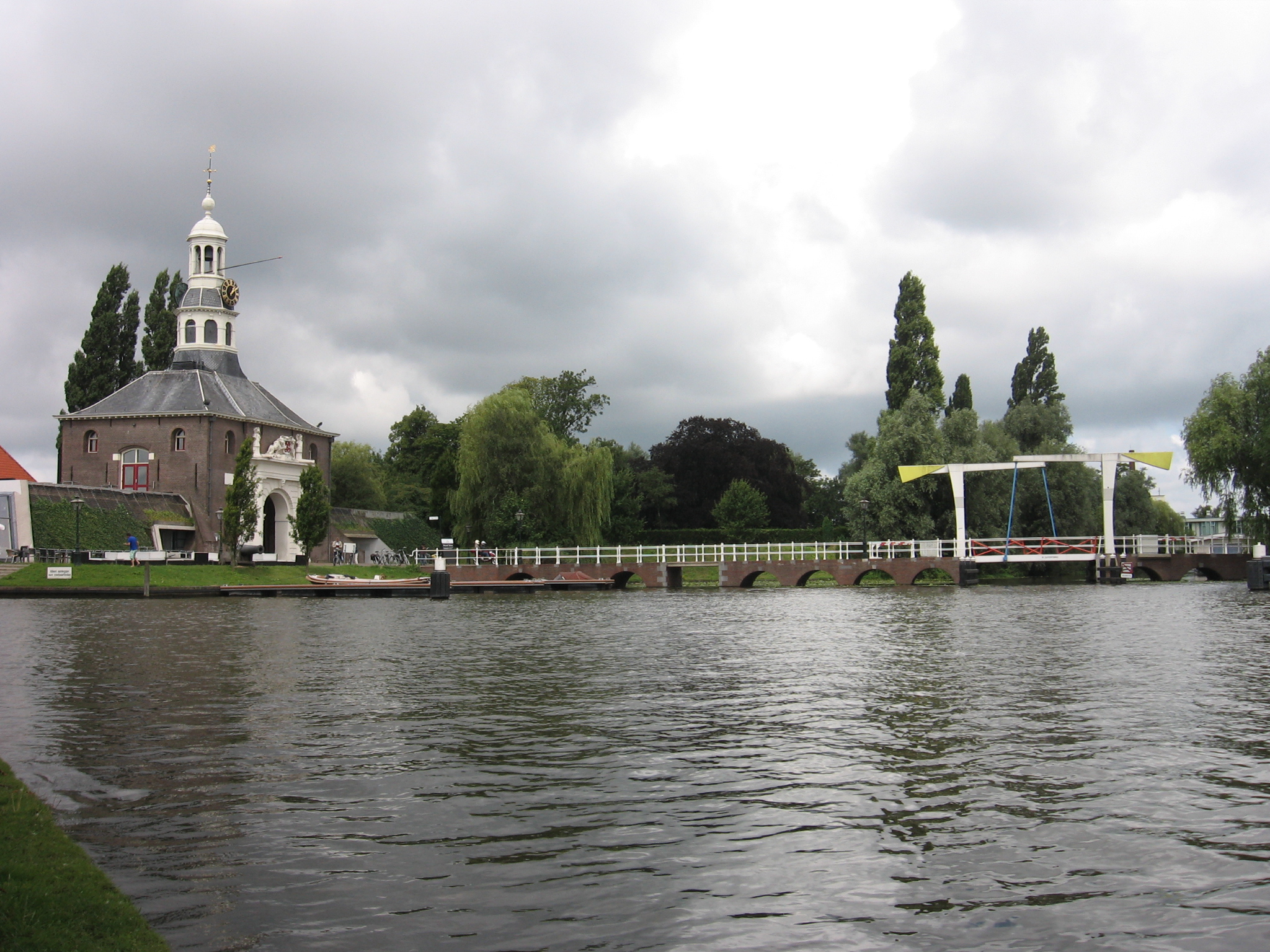
Zijlpoort en Zijlpoortsbrug, gezien over het water van de Oude Rijn.
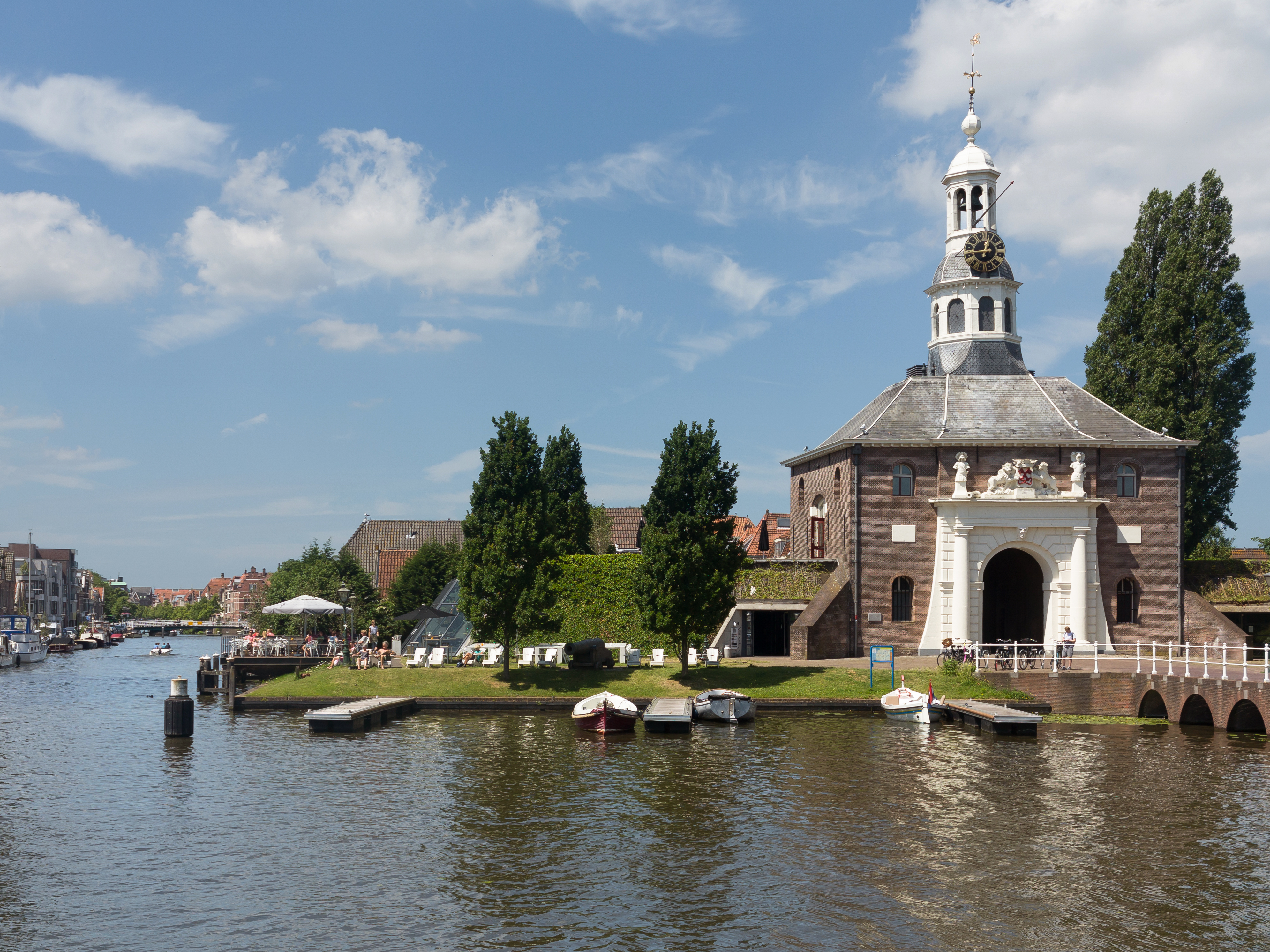
De Zijlpoort met de Haven
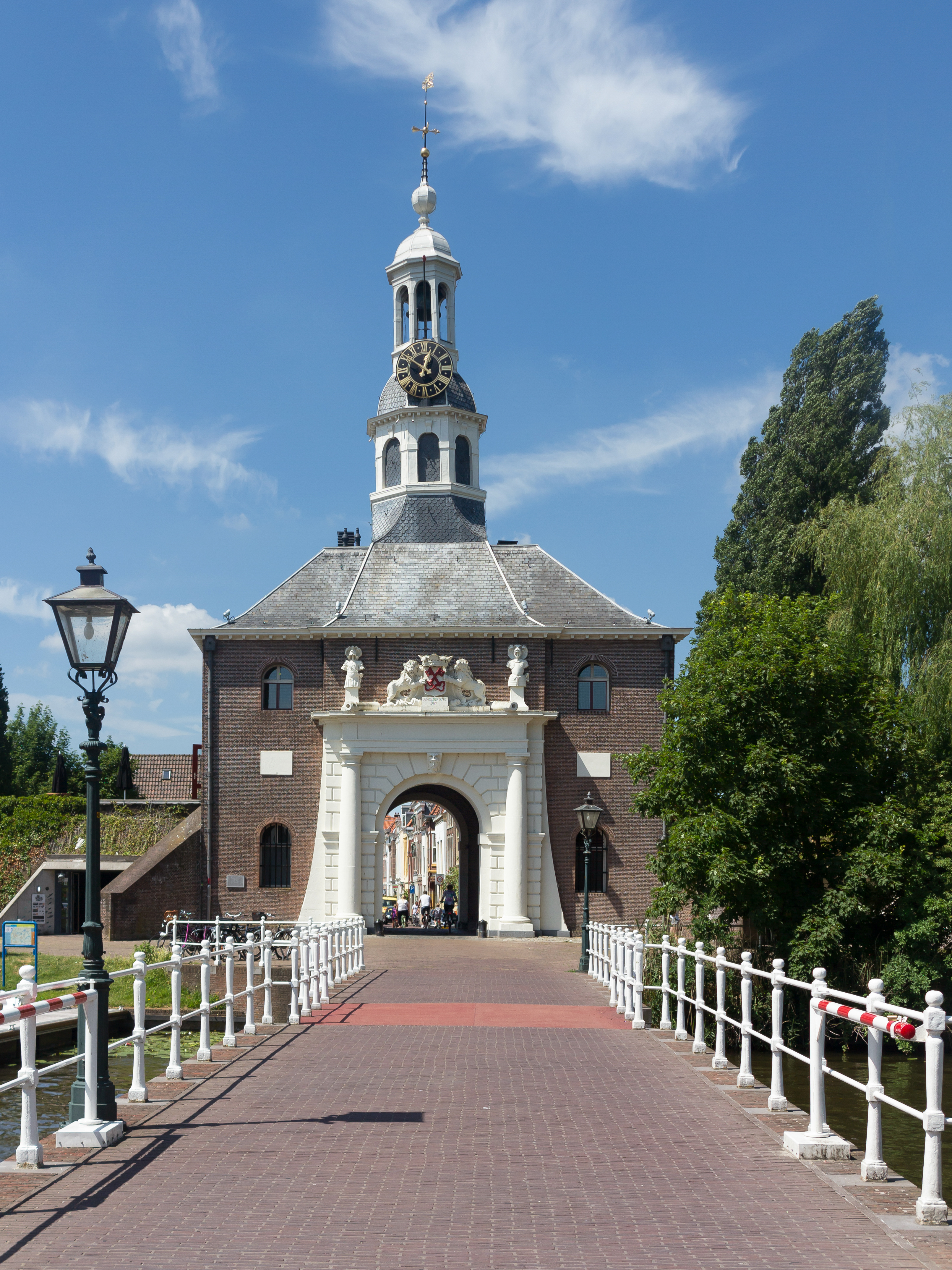
Toegang tot de Zijlpoort vanuit het oosten

Bestaand:
Morspoort ·
Zijlpoort

Verdwenen:
Blauwpoort (voormalige Lopsenpoort) ·
Herenpoort ·
Hogewoerdsbinnenpoort ·
Hogewoerdsbuitenpoort ·
Koepoort ·
Marepoort ·
Oude Zijlpoort ·
Rijnsburgerpoort ·
Witte Poort